# Michael Nyman
Michael Laurence Nyman (Londra, 23 marzo 1944) è un compositore, pianista, musicologo e librettista inglese.
Michael Nyman è un rappresentante del minimalismo musicale, ed è stato tra i primi a utilizzare questo termine in contesto musicale nel 1969.

## Biografia
Diplomato alla Royal Academy of Music e al King's College di Londra, fu prima critico musicale, ma poi iniziò a comporre musica per cortometraggi.
Nel 1967 Nyman ha iniziato una lunga collaborazione con il regista gallese Peter Greenaway, per il quale ha composto numerose colonne sonore.
La sua popolarità si è molto accresciuta all'uscita del film Lezioni di piano (The Piano, 1993), di cui ha scritto la colonna sonora (The Heart Asks Pleasure First). In seguito ha composto le musiche per film come Gattaca - La porta dell'universo (Gattaca) e Fine di una storia (The End of the Affair).
Tuttavia Nyman è anche conosciuto per i suoi lavori musicali non legati ai film come Noises, Sounds & Sweet Airs (1987), per soprano, contralto, tenore ed ensemble strumentale (basato sullo spartito di Nyman per La Princesse de Milan); Ariel Songs (1990) per soprano e banda; MGV (Musique à Grande Vitesse) (1993) per gruppo; concerto per piano (basato sullo spartito di Lezioni di piano), clavicembalo, trombone e sassofono; l'opera The Man Who Mistook His Wife for a Hat (1986), basato su un case-study di Oliver Sacks; e diversi quartetti per archi.
Molte composizioni di Nyman sono state scritte per il suo proprio gruppo, the Michael Nyman Band, formato per una produzione nel 1976 de Il Campiello di Carlo Goldoni. Originariamente costruito su antichi strumenti come la ribeca e la cennamella affiancati da strumenti più moderni come il sassofono per produrre un suono alto possibilmente senza amplificazione, in seguito trasformato in un gruppo completamente amplificato di quartetto d'archi, tre sassofoni, trombone basso, chitarra basso e pianoforte.
Nyman ha anche scritto un libro nel 1974 sulla musica sperimentale intitolato Experimental Music: Cage and Beyond, in cui esplora l'influenza di John Cage sui compositori classici.
Dopo aver collaborato con numerosi registi di film, negli ultimi anni, Nyman ha deciso di passare dietro la macchina da presa, pubblicando il libro fotografico Sublime e realizzando alcuni video.
Ha anche registrato musica pop con i Flying Lizards.
Nel film La stanza del figlio di Nanni Moretti, Nicola Piovani ha riproposto Water Dances di Nyman (tratto dal cortometraggio Making a Splash di Peter Greenaway).
Nel dicembre 2010 la band italiana Belladonna pubblica Let There Be Light, un singolo scritto in collaborazione con Michael Nyman e basato sulla sua The Heart Asks Pleasure First dalla colonna sonora del film di Jane Campion Lezioni di piano. Lo stesso Nyman suona il piano nel brano.

## Discografia
- Decay Music (1976)
- Michael Nyman (1982)
- Kiss/ Water Dances/ Images (1985)
- And Do They Do (1986)
- The Man Who Mistook His Wife for a Hat (1988)
- La Traversée de Paris (1989)
- Out of the Ruins (1990)
- The Nyman/Greenaway Soundtracks (anthology, 1990)
- The piano concerto (1994)
- Breaking the rules (1994)
- Live (1995)
- After Extra Time (1996)
- The best of Michael Nyman (anthology, 1997)
- The suite & the photograph (1998)
- The Piano (2002)
- 24 heures de la vie d'une femme (2003)
- The Draughtsman's Contract (2004)
- The Piano Sings (2005)
- Acts of Beauty / Exit no Exit (2006)
- NYMAN BRASS (2006)
- Six Celan Songs / The ballad of Kastriot Rexhepi  (2006)
- Michael Nyman-Sublime (2008)
- Mozart 252 (2008)
- 8 Lust Songs: I sonetti lussuriosi (2008)

## Filmografia

### Compositore
- Cinque cartoline da città capitali (5 Postcards From Capital Cities), cortometraggio, regia di Peter Greenaway (1967)
- Perché si faccia con gusto (Keep It Up Downstairs), regia di Robert Young (1976)
- Remake delle fattezze verticali (Vertical Features Remake), mediometraggio, regia di Peter Greenaway (1976)
- Goole in cifre (Goole by Numbers), cortometraggio, regia di Peter Greenaway (1976)
- Tom Phillips, mediometraggio, regia di David Rowan (1977)
- Un viaggio attraverso H (A Walk Through H: The Reincarnation of an Ornithologist), cortometraggio, regia di Peter Greenaway (1978)
- 1-100, cortometraggio, regia di Peter Greenaway (1978)
- Le cadute (The Falls), lungometraggio sperimentale, regia di Peter Greenaway, musiche in collaborazione con Brian Eno, John Hyde, Keith Pendlebury (1980)
- Atto di Dio (Act of God), cortometraggio-documentario per la TV, regia di Peter Greenaway (1980)
- Terence Conran, documentario biografico, regia di Peter Greenaway (1981)
- Le due facce del male (Brimstone & Treacle), regia di Richard Loncraine, musiche in collaborazione con Sting e Vivian Ellis (1982)
- I misteri del giardino di Compton House (The Draughtsman's Contract), regia di Peter Greenaway (1982)
- Nelly's Version, film per la TV, regia di Maurice Hatton (1983)
- Frozen Music, film per la TV, regia di Michael Eaton (1983)
- The Coastline, regia di Peter Greenaway (1983)
- Intrigo a Berlino (The Cold Room), film per la TV, regia di James Dearden (1984)
- Fairly Secret Army, serie TV 1984-1986, regia di Roy Ward Baker e Robert Young (1984)
- Facendo un tuffo (Making a splash), cortometraggio, regia di Peter Greenaway (1984)
- Lo zoo di Venere (A Zed & Two Noughts), regia di Peter Greenaway (1985)
- The Kiss, cortometraggio, regia di Paul Richards (1985)
- Inside Rooms: 26 Bathrooms, London & Oxfordshire, 1985, cortometraggio, regia di Peter Greenaway (1985)
- L'ange frénétique, cortometraggio, regia di Maggie Jailler (1985)
- I'll Stake My Cremona to a Jew's Trump, documentario, regia di Sara Jolly (1986)
- The Disputation, film per la TV, regia di Geoffrey Sax (1986)
- Ballet Méchanique, cortometraggio, regia di Fernand Léger (1986)
- Il miracolo (Le miraculé), documentario, regia di Jean-Pierre Mocky musiche in collaborazione con Jorge Arriagada (1987)
- The Man Who Mistook His Wife for a Hat, film TV, regia di Christopher Rawlence (1987)
- Il mare nelle loro vene (The sea in their blood. Beside the sea.), documentario, regia di Peter Greenaway (1988)
- Death in the Seine, cortometraggio, regia di Peter Greenaway (1988)
- Fear of Drowning, cortometraggio, regia di Peter Greenaway e Vanni Corbellini (1988)
- Giochi nell'acqua (Drowning by Numbers), regia di Peter Greenaway (1988)
- Il cuoco, il ladro, sua moglie e l'amante (The Cook, The Thief, His Wife & Her Lover), regia di Peter Greenaway (1989)
- L'insolito caso di Mr. Hire (Monsieur Hire), regia di Patrice Leconte (1989)
- Out of the Ruins, film TV, regia di Agnieszka Piotrowska (1989)
- La stretta di mano di Hubert Bals (Hubert Bals Handshake), regia di Peter Greenaway (1989)
- Les enfants volants, regia di Guillaume Nicloux (1990)
- Il marito della parrucchiera (Le Mari de la coiffeuse), regia di Patrice Leconte (1990)
- Men of Steel, regia di Agnieszka Piotrowska (1990)
- Not Mozart: Letters, Riddles and Writs, film TV, regia di Jeremy Newson (1991)
- L'ultima tempesta (Prospero's Books), regia di Peter Greenaway (1991)
- The Fall of Icarus, regia di Jacques Bourton e Thomas De Norre (1992)
- The Final Score, film TV, regia di Matthew Whiteman (1992)
- The Michael Nyman Songbook, regia di Volker Schlöndorff (1992)
- Fino alla follia (A la folie), regia di Diane Kurys (1993)
- Ryori no tetsujin, Serie TV (1993)
- Lezioni di piano (The Piano), regia di Jane Campion (1993)
- Mesmer, regia di Roger Spottiswoode (1994)
- Anne no nikki (The diary of Anne Frank), regia di Akinori Nagaoka (1995)
- Carrington, regia di Christopher Hampton (1995)
- The Ogre (Der Unhold), regia di Volker Schlöndorff (1996)
- Gattaca - La porta dell'universo (Gattaca), regia di Andrew Niccol (1997)
- Titch, serie TV (1998)
- Fine di una storia (The end of the affair), regia di Neil Jordan (1999)
- L'insaziabile (Ravenous), regia di Antonia Bird (1999), musiche in collaborazione con Damon Albarn
- L'amore di Nabbie (Nabbie's Love), regia di Yuji Nakae (1999)
- How to Make Dhyrak: A Dramatic Work for Three Players and Camera, Truncated with Only Two Players, cortometraggio, regia di Scott Andrew Hutchins (1999)
- Wonderland, regia di Michael Winterbottom (1999)
- Act Without Words I, film TV, regia di Karel Reisz (2000)
- Le bianche tracce della vita (The claim), regia di Michael Winterbottom (2000)
- That Sinking Feeling, regia di Rebecca Johnson (2000)
- Subterrain, regia di Rupert Wyatt (2001)
- Haute fidélité, regia di Brice Cauvin (2001)
- Il giovane Neum, (Catcher in the Neum) Serie TV (2001)
- 24 ore nella vita di una donna (24 heures de la vie d'une femme), regia di Laurent Bouhnik (2002)
- Actors, (The Actors) regia di Connor McPherson (2003)
- Nathalie... (Natahlie X), regia di Anne Fontaine (2003)
- The Libertine, regia di Laurence Dunmore (2004)
- Luminal, regia di Andrea Vecchiato (2004)
- The Assassination (The assassination of Richard Nixon), regia di Niels Mueller (2004)
- Man on Wire - Un uomo tra le Torri, regia di James Marsh (2009)